# Vordere Ölgrubenspitze
La Vordere Ölgrubenspitze est une montagne qui s’élève à 3 452 m d’altitude dans les Alpes de l'Ötztal, en Autriche.